# Nel Meijer
Petronella (Nel) Meijer-Mastebroek (Zwartsluis, 12 juli 1900 - Meppel, 29 maart 1979) was een Nederlandse verzetsstrijdster tijdens de Tweede Wereldoorlog.

## Levensloop
Meijer werd geboren in Zwartsluis, een dorp in de provincie Overijssel, als dochter van Pieter Mastebroek (1863-1936) en Margien Uiterwijk (1870-1918). Haar vader was visser van beroep.
Op 1 december 1921 trouwde Meijer in Zwartsluis met Cornelis Johannes Meijer (1897-1945). Haar echtgenoot verdiende de kost als machine-reparateur en scheepsbouwer. Ze woonden tijdens hun huwelijk in Meppel en kregen meerdere kinderen.

### Oorlog en verzet
Meijer was een van de 2.000 verzetsstrijders, waaronder 300 vrouwen, die betrokken waren bij Trouw, een van grootste illegale verzetskranten tijdens de oorlog. Haar man hielp met de verspreiding van de krant. Hun huis stond gedurende de hele oorlog voor iedereen open. Meijer, bijgenaamd Tante Nel, kookte soms wel zes keer per dag op haar kacheltje warm eten voor alle Trouw-mensen en onderduikers, die langskwamen om uit te rusten, te overleggen, te praten en soms ook om te slapen.
Op 26 februari 1945 vielen de Duitsers de woning van de familie Meijer binnen. Meijer gooide de drukvorm van de kop van Trouw, stempels en valse persoonsbewijzen in het water. De meeste spullen zonken, maar een blaadje dat bleef drijven werd opgevist door de Duitsers. Meijer werd samen met haar man en haar jongste zoon gearresteerd. Zij, haar zoon en andere gevangenen werden op bevrijdingsdag vrijgelaten door een SS'er, die hoopte dat zij een goed woordje voor hem zouden doen als hij berecht zou worden. Meijers echtgenoot leefde toen al niet meer, hij was op 4 april 1945 door de bezetters gefusilleerd.

### Na de oorlog
Meijer was drager van het Verzetsherdenkingskruis, een Nederlandse onderscheiding die werd uitgereikt aan deelnemers aan het verzet tegen de bezetters van Nederlands grondgebied in de Tweede Wereldoorlog.
Meijer overleed op 29 maart 1979 op 78-jarige leeftijd in Meppel. Ze werd bijgezet in het graf van haar man op de Algemene Begraafplaats in diezelfde stad, een van de 21 graven van verzetsstrijders die in de provincie Drenthe actief waren tegen de Duitse bezetter. Deze oorlogsgraven bevinden zich rond het Verzetsmonument op de begraafplaats.